# 29. srpen
29. srpen je 241. den roku podle gregoriánského kalendáře (242. v přestupném roce). Do konce roku zbývá 124 dní.

## Události

### Česko
- 1312 – Král Jan Lucemburský potvrdil brněnským měšťanům privilegia svého předchůdce českého krále Rudolfa Habsburského, kterým je osvobodil od placení cla za jejich zboží na cestách v Čechách a na Moravě.
- 1811 – V Brně vznikla vzdělávací Moravskoslezská společnost k povznesení orby, přírodoznalectví a vlastivědy.
- 1906 – Byly schváleny stanovy Spolku k založení a vydržování Židovského muzea v Praze.
- 1916 – V Kyjevě přijat tzv. kyjevský zápis (Zápis o zásadách česko-slovenské akce), který podepsali za Československou národní radu Dürich a Štefánik, za Svaz českých spolků na Rusi Vondrák a Wolf a za Slovenskou ligu v USA Kašík. Rada byla tímto uznána za vedoucí orgán celého zahraničního odboje.

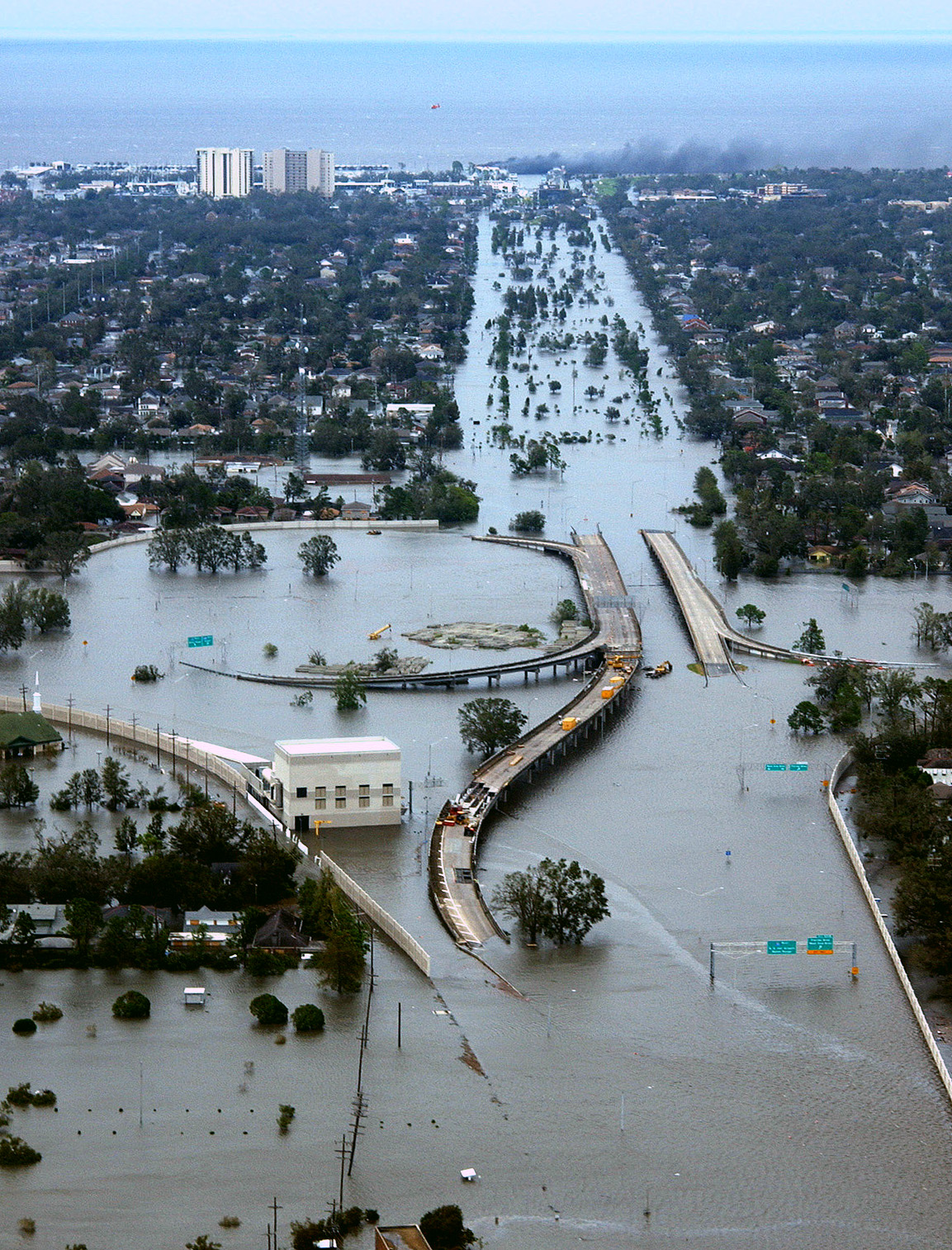
Následky hurikánu Katrina v New Orleans

- 1936 – V Praze byl zahájen pravidelný provoz trolejbusové dopravy, čímž vznikl první moderní trolejbusový provoz na území dnešního Česka.
- 1948 – Skončila Orelská pouť na Svatém Hostýně, jedna z největších československých protikomunistických demonstrací za celou existenci komunistického režimu.
- 1962 – Prototyp Zlín Z-35 s imatrikulací OK-045 ustanovil národní výškový rekord - 5343 metrů.
- 1973 – AZNP Mladá Boleslav vyrobily miliontý exemplář typové řady Škoda 1000 MB a Škoda 100/110.

### Svět
- 0708 – V Japonsku byly poprvé raženy měděné mince.
- 1526 – V bitvě u Moháče porazili Osmani v čele se sultánem Sulejmanem I. vojsko Ludvíka Jagellonského, uherského a českého krále, jenž se při útěku z bojiště utopil.
- 1533 – Vládce Inků Atahualpa byl popraven španělskými conquistadory.
- 1756 – Pruský král Fridrich II. Veliký vpadl do Saska a začala sedmiletá válka.
- 1885 – Gottlieb Daimler sestrojil první motocykl.
- 1942 – Petar Brzica zavraždil v koncentračním táboře 1 300 vězňů.
- 1944 – Začalo Slovenské národní povstání proti proněmecké vládě Jozefa Tisa.
- 1949 – Sovětský svaz odpálil v Semipalatinském jaderném polygonu svou první atomovou pumu RDS-1.
- 1966 – Britská kapela The Beatles odehrála v San Franciscu svůj poslední veřejný koncert.
- 1996 – Při havárii ruského letadla Tupolev Tu-154 na Špicberkách zahynulo všech 141 lidí na palubě.
- 2005 – Hurikán Katrina zdevastoval americké pobřeží od Louisiany po Floridu. Zabil až 1 836 lidí a způsobil škody nejméně za 115 miliard dolarů.

## Narození
Viz též Kategorie:Narození 29. srpna — automatický abecedně řazený seznam.

### Česko
- 1770

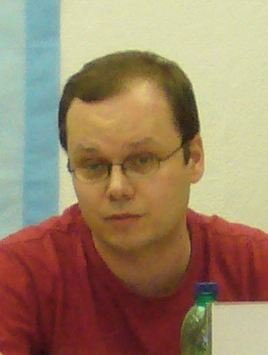
Saša Gedeon (* 1970)

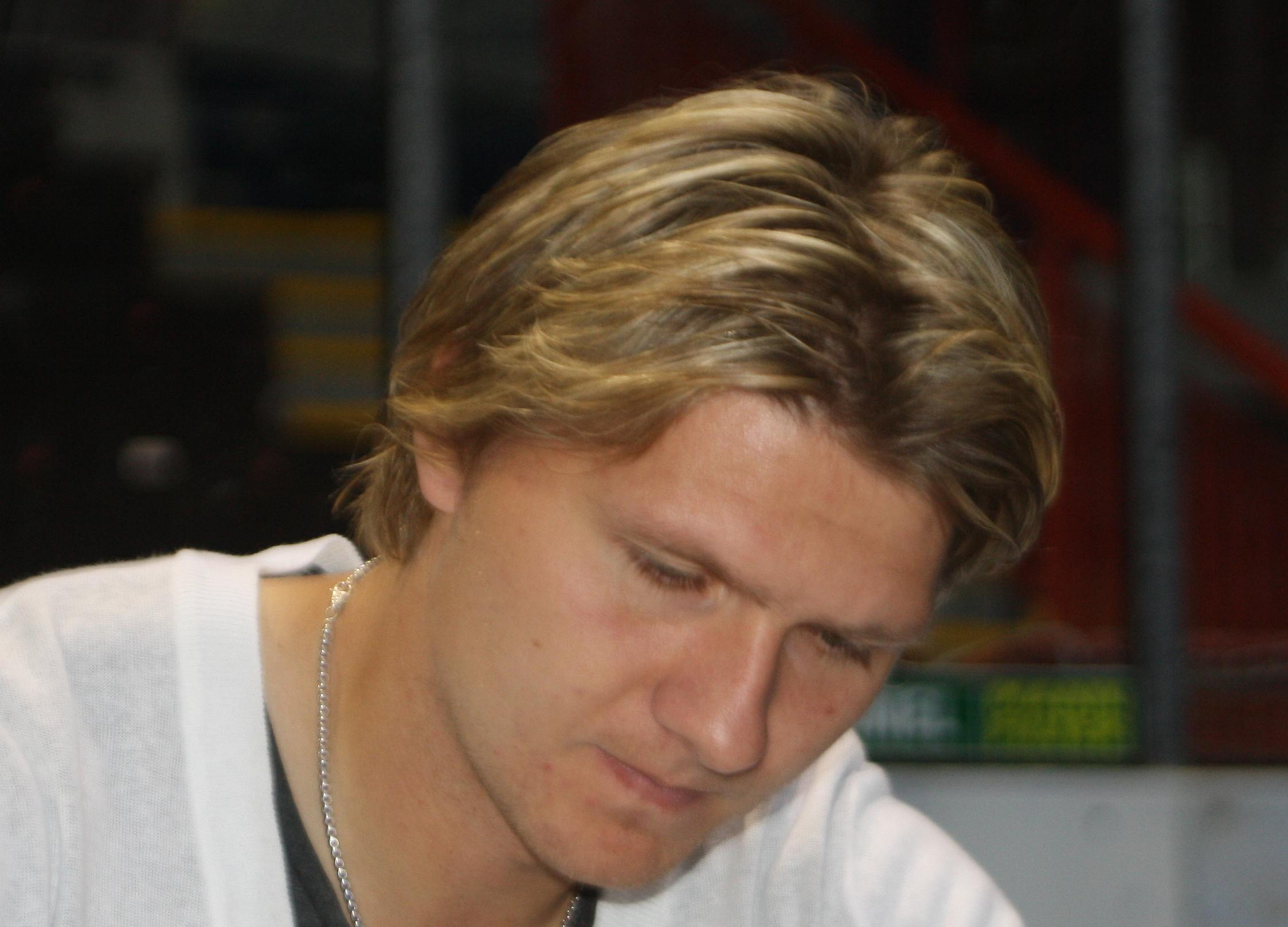
Martin Erat (* 1983)

  - František Pettrich, sochař († 23. ledna 1844)
  - Václav Farník, hudebník († 30. listopadu 1838)
- 1811 – Václav Filípek, buditel († 27. května 1863)
- 1815 – Franz Eduard Strache, podnikatel, novinář, fotograf a politik († 22. ledna 1894)
- 1837 – Josef Cainer, varhaník a hudební skladatel († 21. května 1917)
- 1843 – Ervín Špindler, politik, novinář, básník a překladatel († 17. prosince 1918)
- 1865 – Augustin Kratochvíl, římskokatolický duchovní a historik († 18. srpna 1946)
- 1867 – Alois Rameš, jeden z prvních českých závodních cyklistů († 26. října 1952)
- 1875 – Adolf Míšek, kontrabasista a hudební skladatel († 20. října 1955)
- 1881 – František Novotný, klasický filolog († 20. září 1964)
- 1890 – Vilém Laufberger, lékař, fyziolog († 29. prosince 1986)
- 1892 – Bedřich Mendl, historik a pedagog († 28. září 1940)
- 1903 – Josef Šimandl, violoncellista († 14. prosince 1981)
- 1904 – Anna Letenská, divadelní a filmová herečka († 24. října 1942)
- 1914 – Herma Svozilová-Johnová, novinářka, spisovatelka a básnířka († 5. dubna 2009)
- 1918 – Gerta Pospíšilová, historička, překladatelka z angličtiny († 13. června 1994)
- 1919 – Jiří Šust, hudební skladatel, autor filmové hudby († 30. dubna 1995)
- 1928 – Mojmír Balling, hudební skladatel († 5. prosince 1999)
- 1931 – Jiří Srnec, divadelník, scénograf, režisér, výtvarník, hudební skladatel
- 1935 – Miroslav Vacek, ministr národní obrany ČSSR a ČSFR
- 1941 – Karel Franěk, hokejový trenér
- 1944 – Markéta Luskačová, fotografka
- 1948 – Jan Graubner, olomoucký arcibiskup
- 1949 – Jiří Švejda, spisovatel a scenárista
- 1964
  - Petr Motloch, herec
  - Jana Bobošíková, moderátorka, politička, ekonomka
- 1967 – Jiří Růžek, fotograf
- 1970 – Saša Gedeon, filmový a televizní režisér
- 1971 – Petr Házl, házenkář
- 1972 – Radek Bejbl, fotbalista
- 1980 – Tomáš Sedláček, fotbalový útočník
- 1981 – Martin Erat, lední hokejista
- 1994 – Dominik Hrachovina, lední hokejový brankář

### Svět

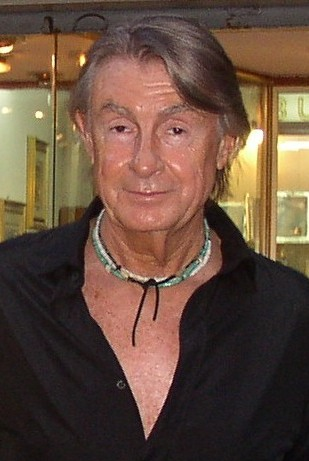
Joel Schumacher (* 1939)

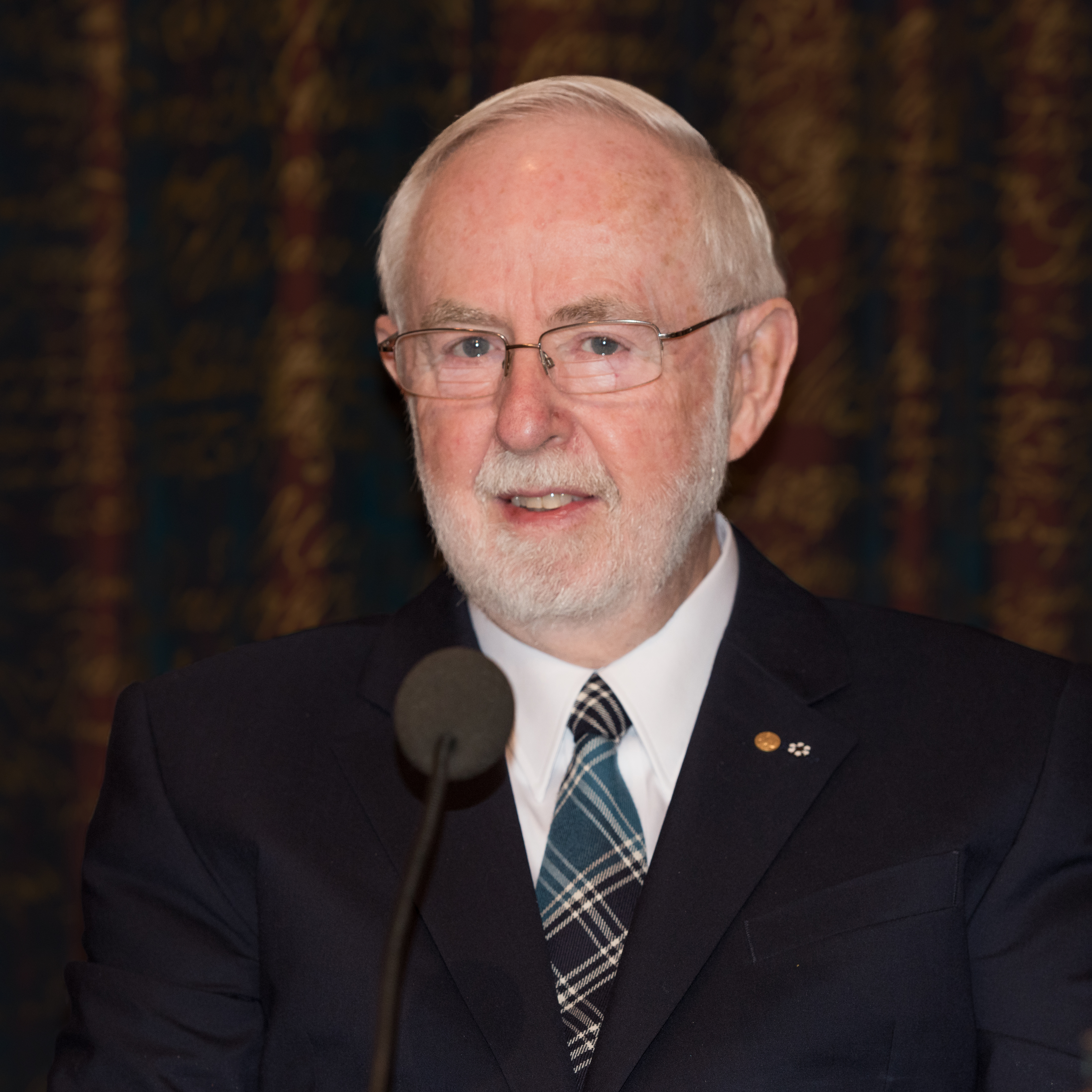
Arthur B. McDonald (* 1943)

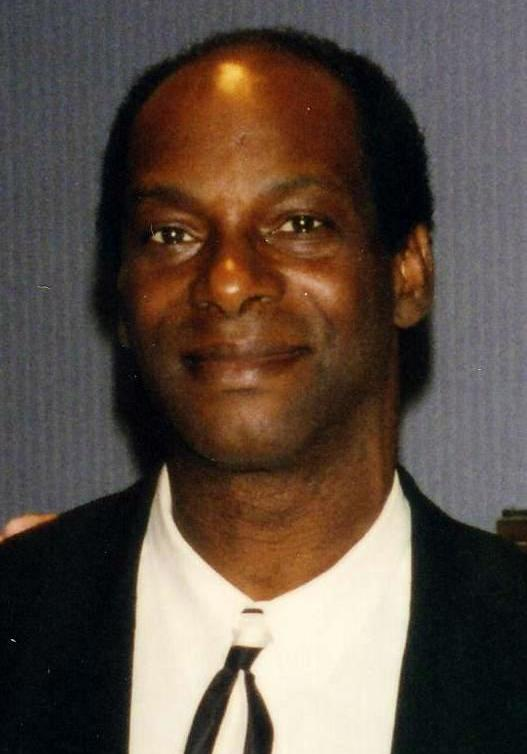
Bob Beamon (* 1946)

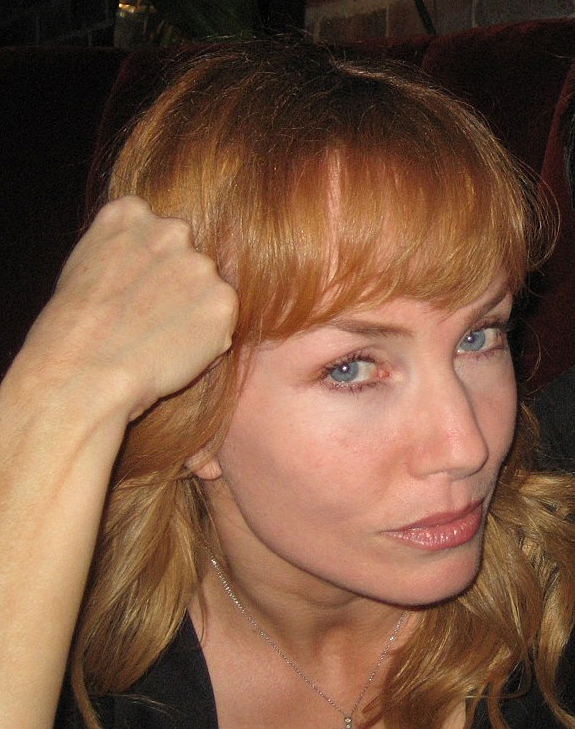
Rebecca De Mornay (* 1959)

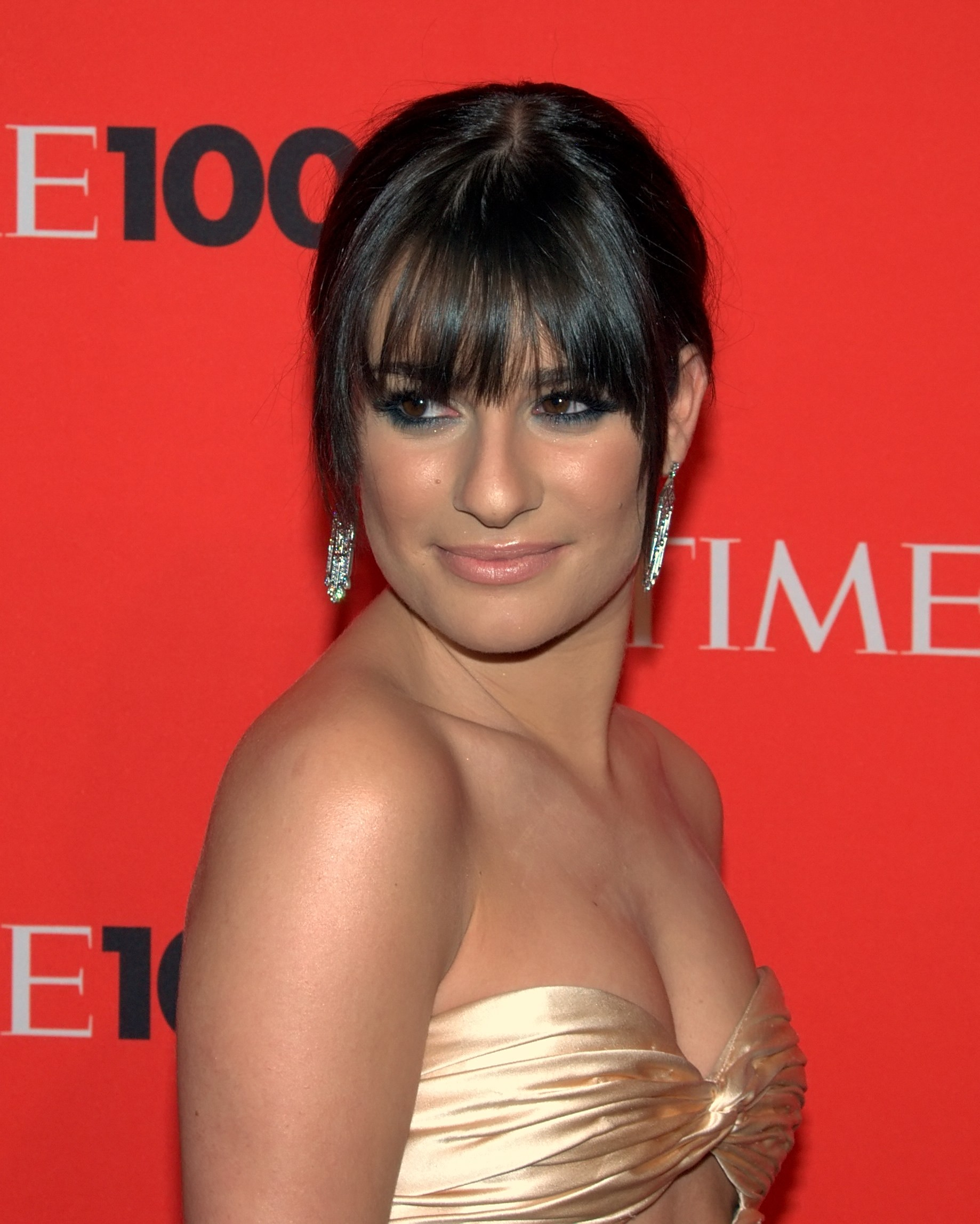
Lea Michele (* 1986)

Liam Payne (* 1993)

- 1116 – Filip Francouzský, francouzský král z rodu Kapetovců († 13. října 1131)
- 1619 – Jean-Baptiste Colbert, francouzský ministr financí († 6. září 1683)
- 1632 – John Locke, anglický filosof, představitel empirismu († 28. října 1704)
- 1694 – Šarlota Sofie Brunšvicko-Wolfenbüttelská, matka ruského cara Petra II. († 2. listopadu 1715)
- 1756
  - Jan Śniadecki, polský matematik, astronom a filozof († 9. listopadu 1830)
  - Heinrich von Bellegarde, rakouský polní zbrojmistr († 22. června 1845)
- 1758 – Corentin de Leissegues, francouzský námořní důstojník († 26. března 1832)
- 1773 – Raphael Georg Kiesewetter, rakouský hudební historik († 1. ledna 1850)
- 1780 – Jean Auguste Dominique Ingres, francouzský malíř († 14. ledna 1867)
- 1790 – Leopold I. Bádenský, bádenský velkovévoda († 24. dubna 1852)
- 1794 – Léon Cogniet, francouzský malíř († 20. listopadu 1880)
- 1820 – Mirko Petrović-Njegoš, černohorský válečník, diplomat a básník († 20. července 1867)
- 1821 – Gabriel de Mortillet, francouzský geolog, paleontolog a archeolog († 25. září 1898)
- 1842 – Carl Millöcker, rakouský operetní skladatel († 31. prosince 1899)
- 1851 – Andrej Željabov, ruský revolucionář († 15. dubna 1881)
- 1862 – Maurice Maeterlinck, belgický básník a dramatik, nositel Nobelovy ceny († 6. května 1949)
- 1866 – Kornel Stodola, slovenský politik a národohospodář († 21. října 1946)
- 1871 – Albert Lebrun, francouzský prezident († 6. března 1950)
- 1876 – Kim Ku, prezident Jižní Koreje († 26. června 1949)
- 1882 – Alexandre Koyré, francouzský historik a filosof ruského původu († 28. dubna 1964)
- 1894
  - Semjon Iljič Bogdanov, sovětský maršál tankových vojsk († 12. března 1960)
  - Werner Gilles, německý malíř († 23. června 1961)
- 1897
  - Helge Roswaenge, dánský tenorista († 19. července 1972)
  - Paul Schneider, německý evangelický pastor, mučedník nacistického režimu († 18. července 1939)
- 1901 – Hans Kammler, nacistický stavební inženýr a generál († 9. května 1945)
- 1902 – Simone Martin-Chauffierová, francouzská spisovatelka († 24. března 1975)
- 1905 – Dhyan Chand, indický pozemní hokejista († 3. prosince 1979)
- 1908 – Mária Markovičová, slovenská herečka († 10. listopadu 1984)
- 1909 – Ľudovít Absolon, slovenský fotograf († 16. června 1988)
- 1912 – Son Ki-džong, korejský olympijský vítěz v maratonu z roku 1936 († 15. listopadu 2002)
- 1915 – Ingrid Bergmanová, švédská herečka († 29. srpna 1982)
- 1920 – Charlie Parker, americký jazzový saxofonista a skladatel († 12. března 1955)
- 1923 – Richard Attenborough, britský herec a režisér († 24. srpna 2014)
- 1924
  - Dinah Washington, americká zpěvačka († 14. prosince 1963)
  - Gejza Šimanský, slovenský a československý fotbalový reprezentant († 19. června 2007)
- 1925 – Juraj Váh, slovenský dramatik, prozaik a překladatel († 3. října 1976)
- 1926 – Thomas N. Scortia, americký spisovatel († 29. dubna 1986)
- 1931 – Manolo Escobar, španělský zpěvák († 24. října 2013)
- 1932 – Jerry Dodgion, americký saxofonista a flétnista († 17. února 2023)
- 1936
  - Inga Voroninová, sovětská rychlobruslařka († 4. ledna 1966)
  - John McCain, americký republikánský politik († 25. srpna 2018)
- 1938 – Ludwig Wenzler, německý římskokatolický teolog
- 1939 – Joel Schumacher, americký filmový scenárista, režisér a producent († 22. června 2020)
- 1940
  - Bennie Maupin, americký jazzový saxofonista a flétnista
  - Wim Ruska, reprezentant Nizozemska v judu, olympijský vítěz († 14. února 2015)
- 1941 – Tony Palmer, anglický filmový režisér a spisovatel
- 1942 – Sterling Morrison, americký hudebník († 30. srpna 1995)
- 1943
  - Dick Halligan, americký hudebník a skladatel
  - Fred Sandback, americký sochař († 23. června 2003)
  - David Matas, kanadský advokát
  - Arthur B. McDonald, kanadský fyzik, nositel Nobelovy ceny
- 1945
  - Wyomia Tyusová, americká sprinterka, olympijská vítězka
  - Karol Jokl, slovenský fotbalista, československý reprezentant († 28. října 1996)
- 1946
  - Bob Beamon, americký olympijský vítěz ve skoku do dálky
  - Dimitris Christofias, prezident Kyperské republiky
- 1947 – James Hunt, britský pilot Formule 1, mistr světa z roku 1976 († 15. června 1993)
- 1949 – Sharon Morgan, velšská herečka
- 1950 – Jan Uvena, americký hudebník a bubeník
- 1952 – Michael Wessing, západoněmecký oštěpař († 7. května 2019)
- 1953 – Marta Beňačková, slovenská operní pěvkyně-mezzosopranistka
- 1954 – Jurij Bujda, ruský spisovatel
- 1955 – Diamanda Galás, americká zpěvačka, pianistka a skladatelka řeckého původu
- 1956 – GG Allin, americký zpěvák († 28. června 1993)
- 1957 – Grzegorz Ciechowski, polský hudebník a hudební skladatel († 22. prosince 2001)
- 1958
  - Michael Jackson, americký zpěvák, tanečník a skladatel († 25. června 2009)
  - Mick Harvey, australský hudebník
- 1959
  - Christopher Hadfield, kanadský astronaut
  - Rebecca De Mornay, americká herečka
  - Stephen Wolfram, britský fyzik a matematik
- 1960
  - Tony MacAlpine, americký kytarista a hudební skladatel
  - Thomas Marshburn, americký lekár a astronaut
- 1963 – Karl Markovics, rakouský herec, režisér a scenárista
- 1964 – Jordi Arrese, španielsky tenista
- 1968 – Meshell Ndegeocello, americká zpěvačka
- 1972 – Michael Simon, německý DJ a producent
- 1974 – Kenneth Perez, dánský fotbalista
- 1981
  - Chris Taylor, americký hudebník a hudební producent
  - Émilie Dequenneová, belgická herečka († 16. března 2025)
- 1986 – Lea Michele, americká herečka a zpěvačka
- 1988 – Bartosz Kurek, polský volejbalista
- 1993 – Liam Payne, anglický zpěvák, člen skupiny One Direction († 16. října 2024)
- 1995 – Martin Harich, slovenský zpěvák

## Úmrtí
Viz též Kategorie:Úmrtí 29. srpna — automatický abecedně řazený seznam.

### Česko

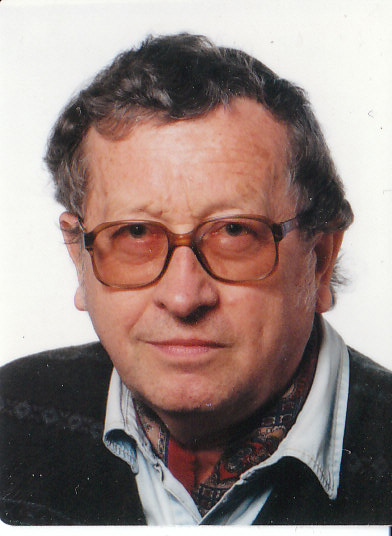
Ladislav Fládr († 2007)

- 1525 – Jan Šlechta ze Všehrd, humanista a diplomat (* 24. ledna 1466)
- 1587 – Jakub Bílský z Bělé, opat cisterciáckého kláštera na Velehradě (* ?)
- 1783 – Jakub Eberle, sochař a řezbář (* 19. července 1718)
- 1894 – Josef Niederle, poslanec Českého zemského sněmu a starosta Lanškrounu (* 4. září 1821)
- 1923 – Jaromír Tuček, ředitel c. k. státních drah (* 1846)
- 1935
  - Lev Winter, československý politik (* 23. ledna 1876)
  - Alois Ušák, československý politik (* 9. října 1875)
- 1942
  - Josef Vašata, dirigent a hudební skladatel (* 25. března 1884)
  - Sigismund Bouška, katolický básník a literární kritik (* 25. srpna 1867)
- 1946
  - Ladislav Novák, ministr průmyslu, obchodu a živností (* 5. dubna 1872)
  - Milan Harašta, hudební skladatel. (* 16. září 1919)
- 1950 – Vlastimil Amort, sochař a legionář (* 28. července 1880)
- 1960 – Jaroslav Žák, spisovatel (* 28. listopadu 1906)
- 1963
  - František Němec, básník, novinář, fejetonista a prozaik (* 12. května 1902)
  - František Nosál, generál (* 7. duben 1879)
- 1964 – Josef Šroubek, hokejista a fotbalista (* 2. prosince 1891)
- 1967 – Ludvík Hilgert, architekt (* 24. září 1895)
- 1975 – Matěj Němec, československý legionář, generál (* 8. listopadu 1886)
- 1980 – František Hradil, hudební skladatel, kritik, pedagog a publicista (* 8. prosince 1898)
- 1984 – Cyril Bouda, malíř (* 14. listopadu 1901)
- 1990
  - Hana Wichterlová, sochařka (* 2. března 1903)
  - Zdeněk Adla, spisovatel (* 1. června 1910)
- 1995 – Jan Martinec, dramatik, publicista, prozaik a překladatel (* 7. prosince 1915)
- 2003
  - Vladimír Vašíček, malíř (* 29. září 1919)
  - Stanislav Procházka ml., zpěvák, kytarista a hudební skladatel (* 8. října 1954)
- 2007 – Ladislav Fládr, sochař, medailér a pedagog (* 27. června 1935)
- 2013 – Jiří Tomek, herec (* 17. února 1931)
- 2024 – Josef Bartončík, politik, právník a podnikatel (* 18. března 1943)

### Svět

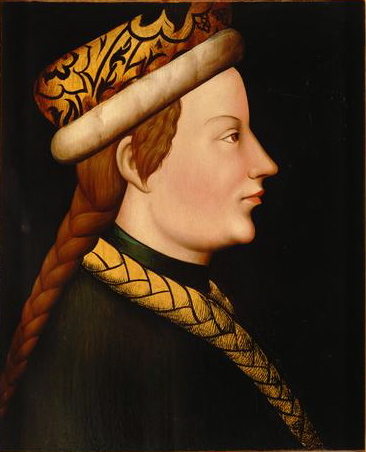
Albrecht III. Habsburský († 1395)

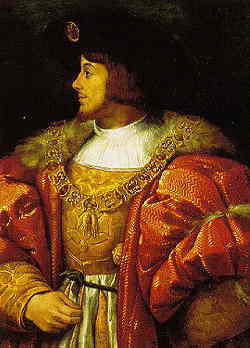
Ludvík Jagellonský († 1526)

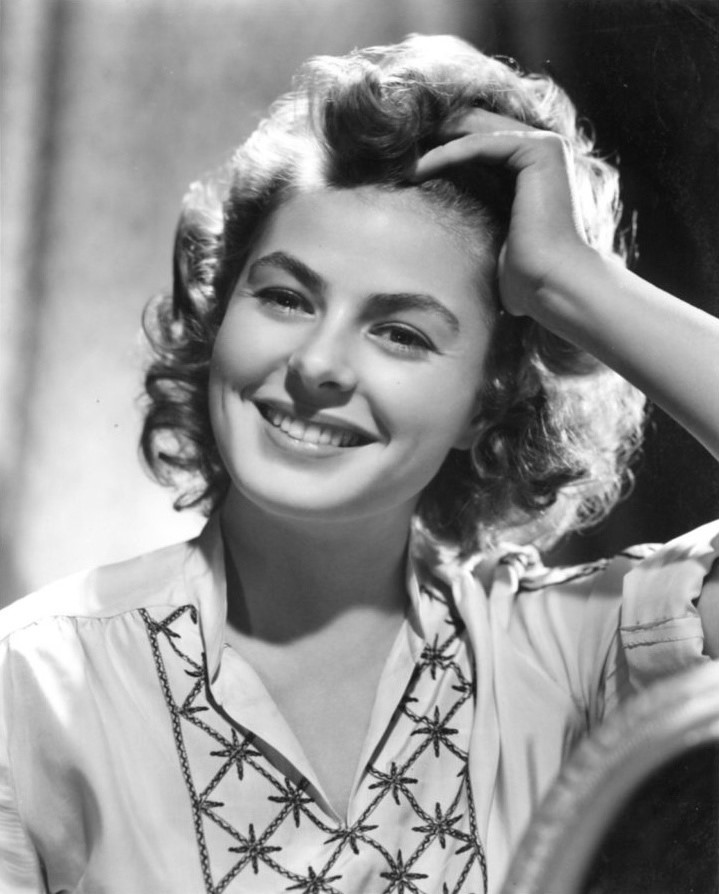
Ingrid Bergmanová († 1982)

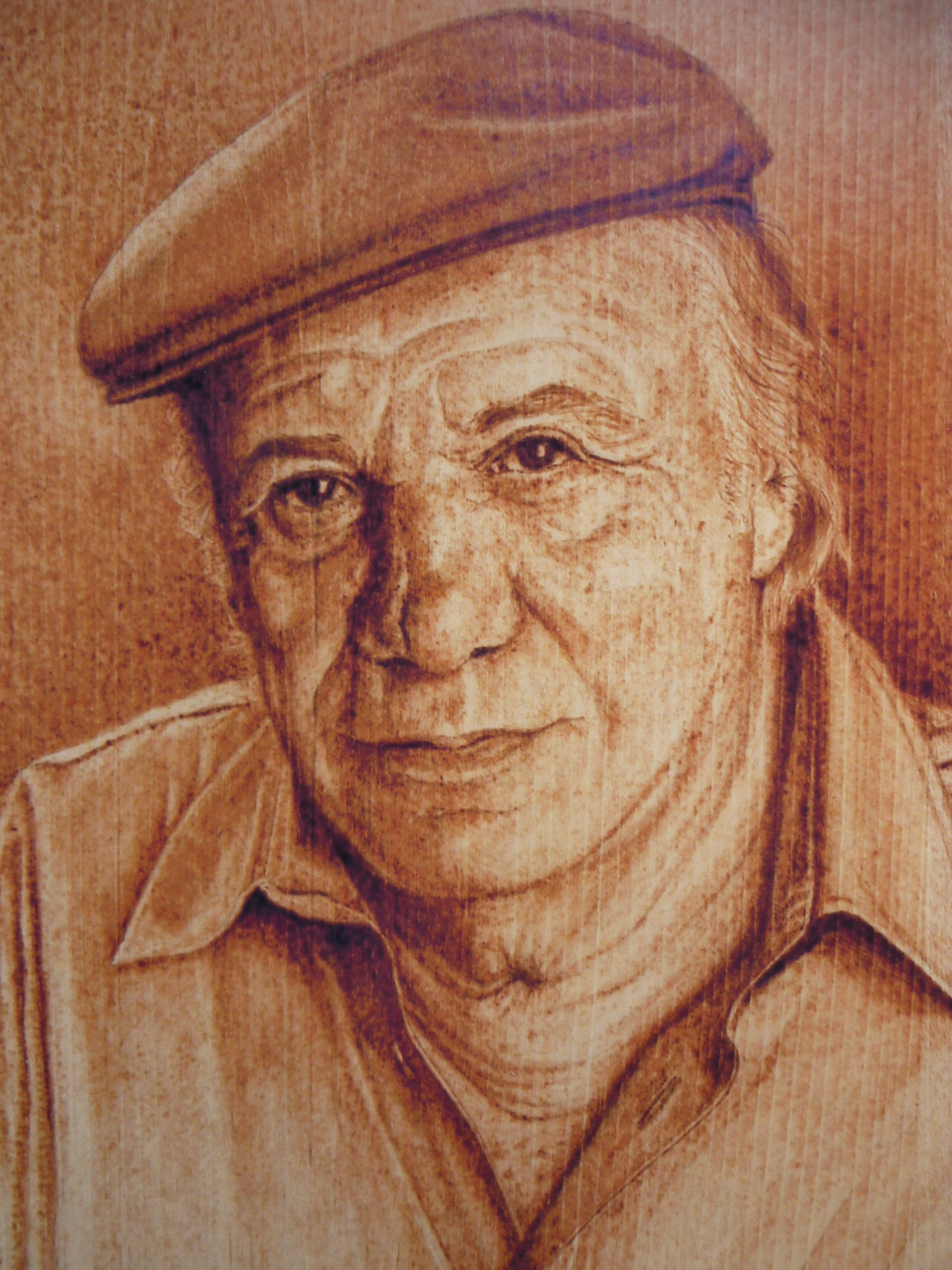
Francisco Rabal († 2001)

- 0886 – Basileios I., byzantský císař (* cca 812)
- 1123 – Øystein Magnusson, norský král (* asi 1088)
- 1226 – Anežka Babenberská, saská vévodkyně z dynastie Babenberků (* 1206)
- 1463 – Jakob Kaschauer, rakouský pozdně gotický řezbář (* ?)
- 1523 – Ulrich von Hutten, německý učenec, básník a reformátor (* 21. dubna 1488)
- 1526 – Ludvík Jagellonský, český a uherský král (* 1. července 1506)
- 1749 – Matej Bel, slovenský polyhistor, encyklopedista, vědec, filozof, spisovatel, pedagog, evangelický kazatel (* 22. března 1684)
- 1780 – Jacques-Germain Soufflot, francouzský architekt (* 22. července 1713)
- 1799 – Pius VI., papež (* 27. prosince 1717)
- 1816 – Johann Hieronymus Schröter, německý astronom (* 30. srpna 1745)
- 1859 – Franz Dittrich, německý anatom, patolog, rektor univerzity v Erlangenu (* 16. října 1815)
- 1861 – František Glaeser, český hudební skladatel (* 19. dubna 1798)
- 1877 – Brigham Young, americký mormonský vůdce (* 1. června 1801)
- 1879 – Jeanne Jugan, francouzská katolická světice (* 25. října 1792)
- 1885 – Bernhard Horwitz, britský šachový mistr (* 10. května 1807)
- 1892 – Jules Perrot, baletní mistr Carského baletu v Petrohradě (* 18. srpna 1810)
- 1900 – Bruno Abakanowicz, polský matematik a vynálezce (* 6. října 1852)
- 1904 – Murad V., osmanský sultán (* 21. září 1840)
- 1912 – Theodor Gomperz, rakouský filozof a klasický filolog (* 29. března 1832)
- 1920 – Léon-Adolphe Amette, pařížský arcibiskup a kardinál (* 6. září 1850)
- 1921 – Joel Asaph Allen, americký zoolog a ornitolog (* 19. července 1838)
- 1922 – Georges Sorel, francouzský filosof (* 2. listopadu 1847)
- 1923 – Georg Marco, rakouský šachista (* 29. listopadu 1863)
- 1935 – Astrid Švédská, belgická královna (* 17. listopadu 1905)
- 1937 – Walter Seidl, slezský, německy píšící spisovatel (* 17. dubna 1905)
- 1938
  - Frigyes Karinthy, maďarský spisovatel (* 24. června 1887)
  - Béla Kun, maďarský komunistický politik (* 20. února 1886)
- 1941 – Henri Honoré d'Estienne d'Orves, hrdina francouzské odbojové organizace Résistance (* 3. června 1901)
- 1946 – Iván Hindy, maďarský vojenský velitel (* 28. června 1890)
- 1947 – Manolete, španělský toreador (* 4. července 1917)
- 1949 – Franciszek Latinik, polský generál (* 17. července 1864)
- 1966 – Sajjid Qutb, egyptský spisovatel (* 9. listopadu 1906)
- 1975 – Éamon de Valera, irský prezident (* 14. října 1882)
- 1976 – Jimmy Reed, americký bluesový kytarista a zpěvák (* 6. září 1925)
- 1978 – Ša'ul Avigur, první ředitel izraelské zpravodajské služby (* 22. října 1899)
- 1982 – Ingrid Bergmanová, švédská herečka (* 29. srpna 1915)
- 1984 – Muhammad Nadžíb, egyptský prezident (* 20. února 1901)
- 1987 – Lee Marvin, americký herec (* 19. února 1924)
- 1990 – Luigi Beccali, italský olympijský vítěz v běhu na 1500 metrů z roku 1932 (* 19. listopadu 1907)
- 1998 – Erik Asmussen, dánský architekt (* 2. listopadu 1913)
- 2000 – Conrad Marca-Relli, americký malíř (* 5. června 1913)
- 2001 – Francisco Rabal, španělský herec (* 8. března 1926)
- 2002 – Lance Macklin, britský automobilový závodník, pilot Formule 1 (* 2. září 1919)
- 2004 – Vladimir Velebit, jugoslávský komunistický politik (* 19. srpna 1907)
- 2006 – Gerald Green, americký spisovatel (* 8. dubna 1922)
- 2007 – Pierre Messmer, premiér Francie (* 20. března 1916)
- 2008 – Phil Hill, americký automobilový závodník a pilot Formuly 1 (* 1927)
- 2013 – Medardo Joseph Mazombwe, zambijský kněz, arcibiskup Lusaky, kardinál (* 24. září 1931)
- 2015 – Ján Hanák, slovenský scénograf a malíř (* 17. února 1931)
- 2021
  - Ed Asner, americký herec (* 15. listopadu 1929)
  - Ron Bushy, americký rockový bubeník, člen Iron Butterfly (* 23. září 1945)
  - Edmond H. Fischer, švýcarsko-americký biochemik a vysokoškolský pedagog, nositel Nobelovy cenuy za fyziologii nebo lékařství (* 6. dubna 1920)
  - Lee Perry, jamajský zpěvák a hudební producent (* 20. března 1936)
  - Jacques Rogge, belgický ortoped, v letech 2001–2013 předseda Mezinárodního olympijského výboru (* 2. května 1942)
- 2024 – Johnny Gaudreau, americký lední hokejista (* 13. srpna 1993)

## Svátky

### Česko
- Evelína
- Socialistický kalendář: Slovenské národní povstání (1944) – významný den Československé socialistické republiky

### Svět
- římskokatolický kalendář: Svatá Sabina, Stětí svatého Jana Křitele
- Anglie, Severní Irsko: Bank Holiday
- Afghánistán: Den nezávislosti
- Hongkong: Den osvobození (je-li pondělí)
- Mezinárodní den proti jaderným zkouškám

## Pranostiky

### Česko
- Stětí svatého Jana – přestávají již parna.
- Jana stětí – vlaštovka od nás letí.
- Na svatého Jana stětí čápi do tepla letí.
- Když na den Stětí svatého Jana prší, velikou zkázu ořechy trpěti mají.
- Poprší-li na den Stětí svatého Jana, zkazí se ořechy.
- Na svatého Jana stětí utíná se turkyň.
- Na svatého Jana stětí mají se ožínati bramborové nati.

| 29. srpen v pražském KlementinuÚdaje jsou platné k 19. 8. 2025. | 29. srpen v pražském KlementinuÚdaje jsou platné k 19. 8. 2025. | 29. srpen v pražském KlementinuÚdaje jsou platné k 19. 8. 2025. |
| minimum                                                         | denní průměr                                                    | maximum                                                         |
| --------------------------------------------------------------- | --------------------------------------------------------------- | --------------------------------------------------------------- |
| 6,8 °C (1906)                                                   | 17,9 °C (od 1961)                                               | 34,4 °C (1992)                                                  |